# Marcos Sotillo
Marcos Elías Sotillo Gandolfo (10 de octubre de 1855, Tacna - 25 de octubre de 1937) fue sargento en la columna Celadores de Tacna y en la Columna Celadores de Iquique del 15 de marzo de 1873 al 3 de enero de 1874.
Teniente de Guardias Nacionales en el Batallón Tarapacá (12 de abril de 1879)
Teniente de Guardias Nacionales Ayudante de la Comandancia General de la 5.ª División, con igual clase herido y hecho prisionero en Tarapacá (27 de noviembre de 1879) hasta enero de 1880.
Capital de Guardias Nacionales Ayudante del Coronel Luis Felipe Rosas hasta el 26 de mayo del mismo año que concurrió a la Batalla del Alto de la Alianza (o Batalla de Tacna]] donde fue herido.
Capitán en el Batallón Concepción de la 4.ª Compañía desde octubre de 1880 hasta el 15 de enero de 1881 fecha en la que concurrió a la batalla de Miraflores donde salió herido.
Sargento mayor ayudante del coronel Isaac Recavarren hasta mayo de 1881.
Teniente coronel efectivo de Caballería del Regimiento Vanguardia de Tacna hasta marzo de 1895.

## Campañas
Hizo la del sur desde que se inició la guerra con Chile a partir de Arica en dirección de Iquique por Pisagua en el transporte Chalaco con la División del Gral. Lacotera, continuo en el Batallón Tarapacá y la Comandancia General de la 5.ª División hasta el 27 de noviembre de 1879.
La Campaña y retirada del Campo de la Alianza a Arequipa por Puno bajo las órdenes sucesivas del General Narciso Campero y del Contralmirante de la Armada Nacional General Lizardo Montero.
La Campaña de Lima Como Capitán del Batallón Concepción.

## Batallas
Asistió a la de Tarapacá librada el 27 de noviembre de 1879 a órdenes y como ayudante del comandante general de la 5.ª División Coronel José Miguel Ríos en esta heroica jornada quedó herido gravemente en el campo de batalla y hecho prisionero el 29 de noviembre de ese año.
Asistió a la del Campo de la Alianza el 26 d mayo de 1880. Como Ayudante del Estado Mayor General desempeño las siguientes comisiones: comunicó al Coronel Salcedo, contuviese con su regimiento el desbande del batallón Boliviano Amarillos que se declaraba en derrota al inicio del combate. Al mismo Jefe la de apoyar la izquierda protegiendo al batallón Boliviano Colorados y otros. En esa batalla fue’ herido en la pierna derecha.
Combatió el 13 de enero de 1881 en las batallas de San Juan y Chorrillos al mando de la 4.ª compañía de Concepción a inmediatas órdenes del Coronel Balladares. En esta fue levemente herido en el brazo derecho.
Asistió combatiendo a la de Miraflores el 15 de enero de 1881 en el mismo cuerpo y al mando de la misma compañía. En esta batalla fue gravemente herido por una bala que le fracturo el maxilar inferior en el costado izquierdo de la cara.

## Acciones de guerra
Se encontró en la del bombardeo de Iquique el 16 de julio de 1879 como jefe de la avanzada del Batallón Tarapacá, situada en el Malecón y muelles principal y de Gildemeister. Aquella noche recibió su avanzada una bomba de 300 libras que arrebato destrozo al soldado Francisco Vásquez e hizo graves daños en las habitaciones altas de la Aduana, allí murió el teniente Osma.
En la de Sama el 18 de abril de 1880 a órdenes del Coronel Ramírez, contra la caballería chilena que atacó por primera vez el valle comandada por el Coronel Vergara. En esa acción practicó Sotillo el reconocimiento de las fuerzas enemigas.
Se encontró en el bombardeo de Arica estando desempeñando una comisión por cuyo motivo se puso a órdenes del Coronel La Torre jefe de la plaza y desempeñó honrosa comisión al pie del Morro
.
- Datos: Q5996543